# Loda (Illinois)
Loda – wieś w Stanach Zjednoczonych, w stanie Illinois, w hrabstwie Iroquois.